# 就业政策公约
就业政策公约（英語：Employment Policy Convention）是1964年7月9日第四十八届国际劳工大会通过的一项公约，又称1964年就业政策公约，是国际劳工组织第122号公约(C122)。公约于1966年7月15日生效。

## 内容
公约第一条规定的缔约国实行的相关政策以以下的实现为目的：
1. 向一切有能力并寻找工作的人提供工作；
2. 此种工作应尽可能是生产性的；
3. 每个工人不论其种族、肤色、性别等都有选择职业的自由，并由获得技能和使用技能天赋的机会，取得合适的工作。

## 批准情形
截至目前，已有113个国家批准该公约。中国于1997年12月17日批准加入该公约，公约于1998年12月17日对中国生效，并适用于港澳。